# Dál Riata

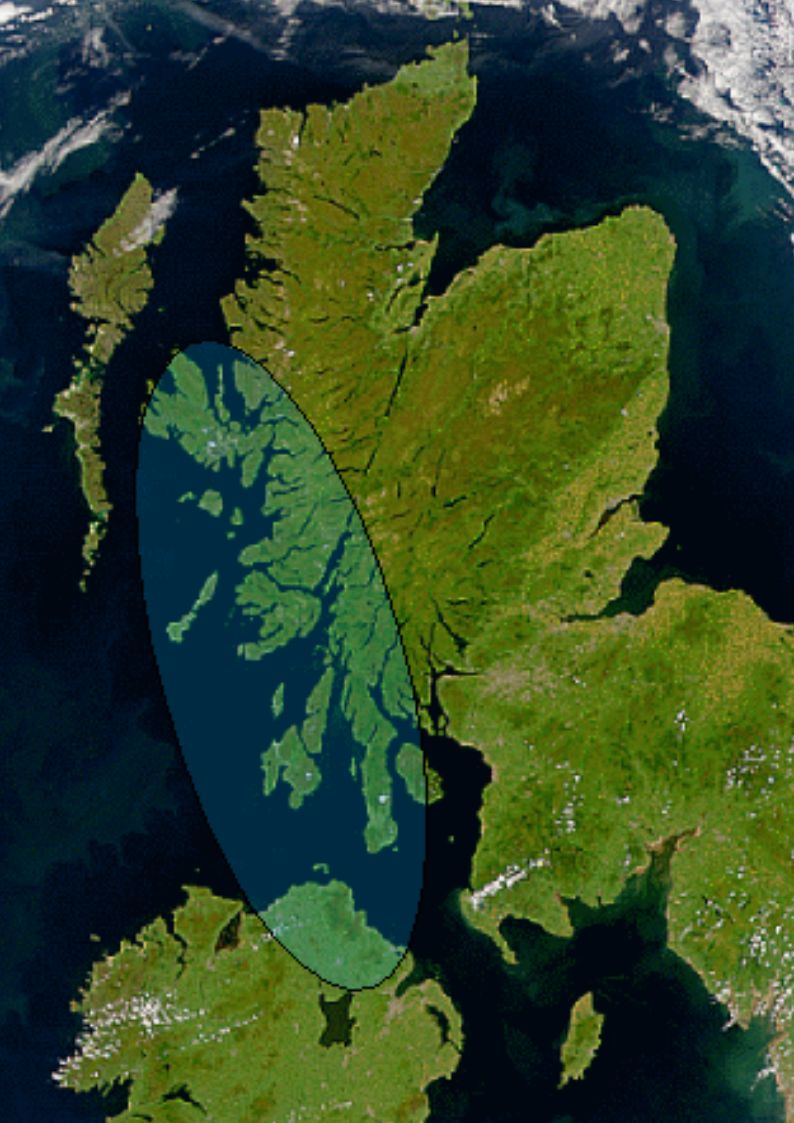
Image par satellite de l'Écosse et de l'Irlande montrant approximativement la plus grande expansion du Dál Riata (zone ombrée).

Dál Riata ou Dál Riada (également Dalriada) (/dælˈriːədə/) est un royaume gaël comprenant une partie du Nord-Est de l'Irlande et de l'Ouest de l'Écosse de chaque côté du canal du Nord. À son apogée à la fin du VIe siècle et au début du VIIe siècle, il comprenait ce qui est aujourd'hui l'Argyll en Écosse et une partie de l'actuel comté d'Antrim d'Ulster, en Irlande du Nord,.
En Argyll, il était réparti en quatre principaux clans qui avaient chacun leur propre chef :
- Cenél Loairn (clan de Loarn), dans le nord et moyen Argyll, qui donne son nom à la région du Firth of Lorn[1] ;
- Cenél nÓenguso (clan d'Óengus), basé sur Islay ;
- Cenél nGabráin (clan de Gabrán), dans le Kintyre ;
- Cenél Comgaill (clan de Comgall), basé dans l'Est de l'Argyll, qui donne son nom au district de Cowal[1].

Les sources latines qualifient souvent les habitants du Dál Riata de Scots (Scoti), un nom primitivement attribué par les auteurs grecs et romains aux Irlandais qui effectuent des raids dans la Bretagne romaine. Plus tard, il désigne les locuteurs vieux gaélique d'Irlande ou d'ailleurs. Ils sont désignés comme Gaels, ou comme Dál Riatans.
On estime que la colline fortifiée de Dunadd est leur capitale. Les autres forts royaux comprennent Dunollie, Dunaverty (en) et Dunseverick. Le Dál Riata inclut également l'important monastère d'Iona, qui joue un rôle clé dans la diffusion du christianisme celtique dans tout le nord de la Bretagne et dans le développement d'un art insulaire. Iona, qui est un centre d'étude, produit de nombreux et importants manuscrits. Le Dál Riata est également une puissance maritime et dispose d'une forte flotte.
Le Dál Riata est réputé avoir été fondé par le légendaire roi Fergus Ier de Dal Riada (Fergus le Grand) au Ve siècle. Le royaume atteint son apogée sous Áedán mac Gabráin (r. 574–608). Pendant son règne, la puissance et l'influence du Dál Riata se développent ; il mène une expédition aux Orcades et à l'Île de Man, et attaque le royaume brittonique de Strathclyde et les Angles du royaume de Bernicie. Toutefois, le roi Æthelfrith de Bernicie le met en échec lors de la bataille de Degsastan en 603. De sérieux revers en Irlande et en Écosse pendant le règne de Domnall Brecc (mort en 642) terminent l'« âge d'or » du Dál Riata, et le royaume devient pour un temps un client de la Northumbrie. Dans la décennie 730, le roi picte Oengus Ier mène des campagnes contre le Dál Riata et le place sous la souveraineté picte en 741. Il y a un désaccord sur le sort du royaume à partir de la fin du VIIIe siècle.
Certains érudits n'ont vu aucun redressement de la puissance du Dál Riata après la longue période de domination étrangère (vers 637 à 750/760), tandis que d'autres estiment qu'il a connu une renaissance sous Áed Find (748-778) car certains événements indiquent que le Dál Riata s'empare alors du royaume de Fortriú. À partir de 795, on enregistre des raids sporadiques des Vikings dans le Dál Riata. Dans le siècle suivant, s'opère la fusion des couronnes de Dál Riata et du royaume des Pictes pour former le royaume d'Alba. Des sources indiquent que Cináed mac Ailpín (Kenneth MacAlpin) est roi de Dál Riata avant de devenir roi des Pictes en 843, à la suite d'une désastreuse défaite des Pictes face aux Vikings.

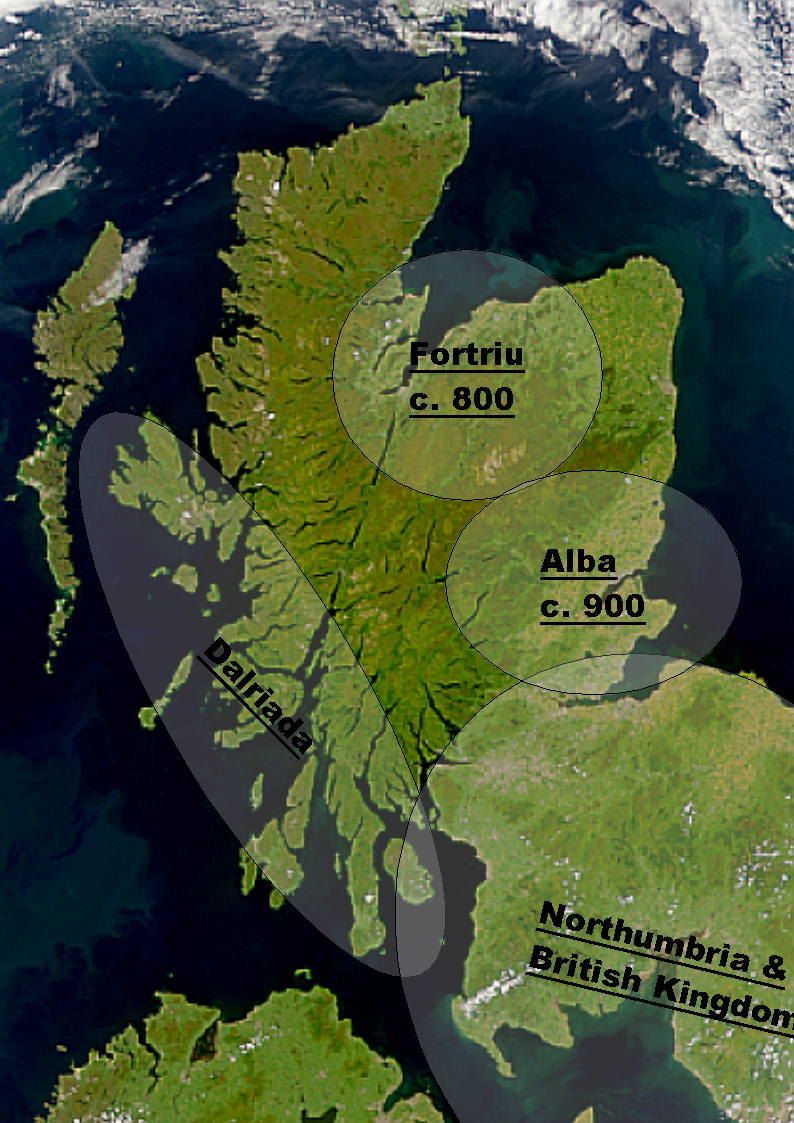
Localisation approximative de Fortriu selon l'hypothèse d'Alex Woolf.

## Nom
Le nom Dál Riata est dérivé du vieil irlandais. Dál, apparenté à l'anglais dole et deal, à l'allemand Teil / Theil, et au Latin tāliō dont sont issus le français taille et italien taglia, qui signifient « portion » ou « part » (ici avec le sens d'une « portion de pays »); « Riata ou Riada » est réputé être un nom de personne Caibre Riata. De ce fait, il se réfère à la part de « Riata » dans les territoires de cette région.

## Peuple, territoire et mer
Dál Riata s'étend sur les deux rives du canal du Nord et comprend une partie de l'Ouest de l'Écosse et du Nord-Est de Irlande. En Écosse, il correspond à l' Argyll (dont le nom provient de Airer Goídel, « côte des Gaels ») et plus tard inclut Skye. En Irlande, il occupe le Nord-Est du comté d'Antrim, et correspond globalement aux Baronnies de Cary et de Glenarm.
Le paysage humain moderne de Dál Riata diffère beaucoup de celui du premier millénaire. La plupart des habitants vivent aujourd'hui dans des agglomérations beaucoup plus grandes que tout ce que l'on connaissait autrefois, alors que certaines régions, comme Kilmartin, et de nombreuses îles, comme Islay et Tiree, avaient probablement autant d'habitants qu'aujourd'hui.
Beaucoup de petites agglomérations ont maintenant disparu, de sorte que la campagne est beaucoup plus vide qu'autrefois, et de nombreuses zones qui étaient autrefois cultivées sont maintenant abandonnées. Même le paysage physique n'est pas entièrement tel qu'il était : les niveaux de la mer ont changé et la combinaison de l'érosion et de l'envasement a sans doute considérablement modifié la forme de la côte à certains endroits, tandis que l'accumulation naturelle de tourbe et les altérations causées par l'extraction de la tourbe ont modifié les paysages intérieurs.
Comme cela était normal à l'époque, l'agriculture de subsistance était l'occupation de la plupart des gens. Avoine et orge étaient les principales cultures céréalières. Le pastoralisme était particulièrement important, et la transhumance (le mouvement saisonnier des gens avec leur bétail entre les pâturages d'été et d'hiver fixes) était la pratique dans de nombreux endroits. Certaines zones, notamment l'Islay, étaient particulièrement fertiles et de bons pâturages devaient être disponibles toute l'année, tout comme en Irlande. Tiree a été célèbre plus tard pour son avoine et son orge, tandis que des îles plus petites et inhabitées étaient utilisées pour garder les moutons. La zone, jusqu'à récemment, était remarquable pour ses pêcheries côtières et pour les mollusques et crustacés en abondance ; les fruits de mer ont donc probablement joué un rôle important.
Le Senchus Fer n-Alban donne la liste des trois principaux groupes du Dál Riata en Écosse, avec un quatrième qui les a rejoints plus tard:
- le Cenél nGabráin, au Kintyre, constitué de descendants supposés de Gabrán mac Domangairt ;
- le Cenél nÓenguso, à Islay et Jura, descendants supposés de Óengus Mór mac Eirc ;
- le Cenél Loairn, à Lorne, peut-être aussi sur Mull et en Ardnamurchan, descendants supposés de Loarn mac Eirc[11] ;
- le Cenél Comgaill, au Cowal et dans Bute, une addition postérieure, constituée de descendants supposés du Comgall mac Domangairt[12].

Le Senchus ne mentionne aucune famille en Irlande, mais énumère une famille apparemment tout à fait mineure appelée Cenél Chonchride à Islay, descendante d'un autre fils d´Erc, Fergus Becc. Un autre parent, Cenél Báetáin de Morvern (plus tard Clan Mac Innes), a quitté le Cenél Loairn à peu près au même moment où Cenél Comgaill s'est séparé de son lignage d'origine. Le district de Morvern était autrefois connu sous le nom de Kinelvadon, d'après le Cenél Báetáin.
Le Cenél Loairn a peut-être été le plus grand des « trois lignages », selon le Senchus, qui le divise en Cenél Shalaig, Cenél Cathbath, Cenél nEchdach et Cenél Murerdaig. Parmi les Cenél Loairn, il y a également les Airgíalla, sans que l'on sache si c'étaient des colons irlandais ou simplement une autre tribu à qui la dénomination a été appliquée. Bannerman propose de l'attribuer aux Uí Macc Uais. La signification d'Airgíalla, « donneurs d'otages », ajoute à l'incertitude, bien qu'il faille observer qu'un seul groupe en Irlande a apparemment reçu ce nom et il est donc très rare, ce qui vient peut-être à l'appui de l'hypothèse de Ui Macc Uais. Il n'y a aucune raison de supposer qu'il s'agit d'une liste complète ou exacte.
Parmi les centres de pouvoir royal du Dál Riata, Dunadd apparaît comme le plus important. Il a été partiellement fouillé. Des armes, des pierres de meule destinées à la minoterie et de nombreux moules pour la fabrication de bijoux ont été trouvés en plus des fortifications. Parmi les autres matériaux de prestige figuraient la verrerie et les amphores de vin de Gaule, et en plus grande quantité que ce qu'on trouve ailleurs en Grande-Bretagne et en Irlande. Les centres de moindre importance comprennent Dun Ollaigh, siège des rois du Cenél Loairn, et Dunaverty (en), à l'extrémité sud du Kintyre, dans le domaine du Cenél nGabráin. Le principal centre royal en Irlande semble avoir été Dunseverick (Dún Sebuirge).
Le Dál Riata avait développé une forte culture maritime. C'était un archipel avec de nombreuses îles et péninsules. Ceci, et la difficulté de voyager par voie de terre, impliquait que le voyage par la mer était le moyen le plus facile de se déplacer, quelle que soit la distance. Outre le commerce à longue distance, le commerce local devait également être important. Les currachs étaient probablement les embarcations de mer les plus communes et, dans les eaux intérieures, des pirogues et des coracles étaient utilisés. Les grands navires de bois, appelés «longs navires», peut-être semblables aux navires vikings du même nom, sont attestés dans diverses sources. Le Dál Riata disposait également d'une grande flotte de guerre avec des marins qualifiés, capables d'entreprendre des expéditions de grande envergure. Il avait un système organisé pour équiper la flotte. Les maisons (familles) avaient été regroupées par vingt pour le recrutement naval, chaque groupe devant fournir un quota de 28 rameurs.

## Religion et art

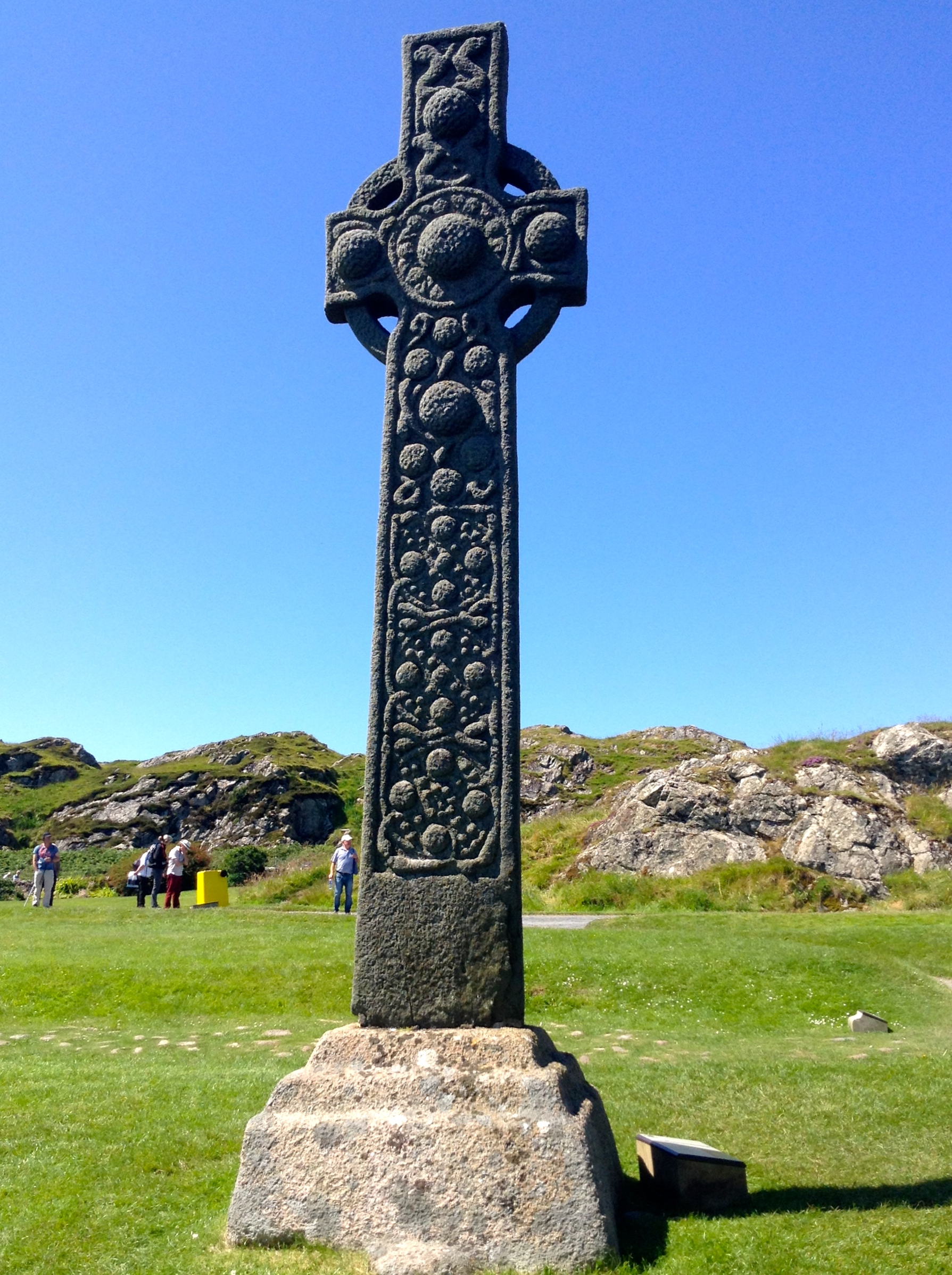
Croix de Saint-Martin du IX à Iona.

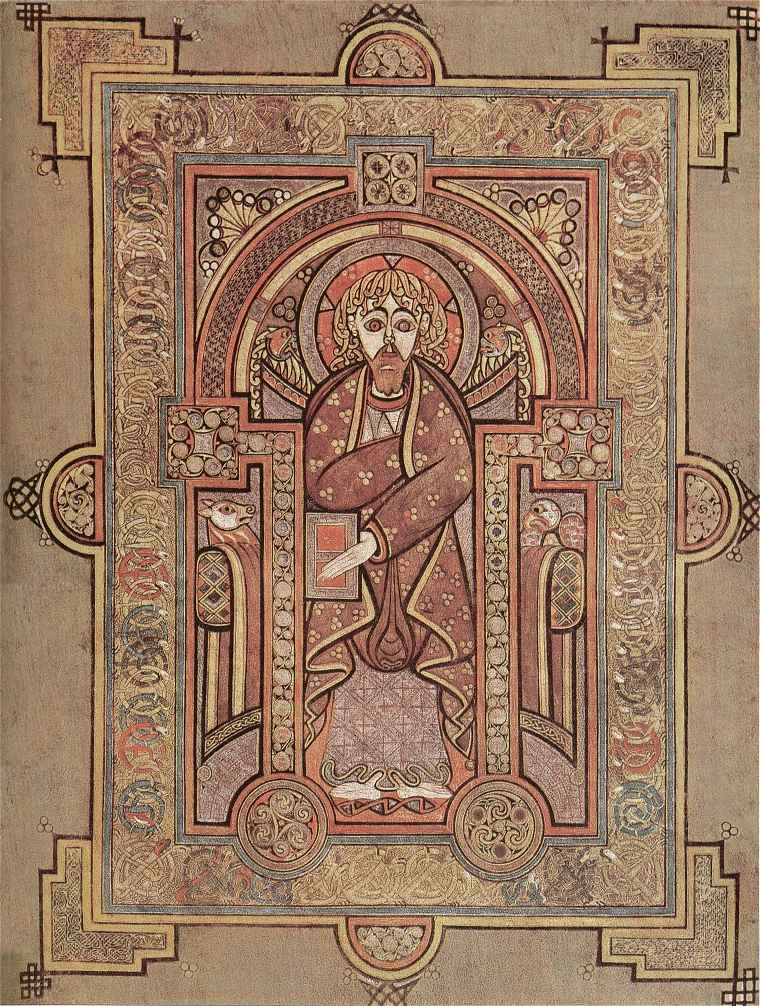
Saint Mathieu, folio 28v dans le Livre de Kells.

Il n'existe pas de récits évoquant le Dál Riata pré-chrétien, et les premières informations connues proviennent des chroniqueurs d'Iona et des monastères irlandais. La Vita de Saint Colomba d'Adomnán décrit un Dál Riata chrétien. On ignore si cela est exact. La figure de Colomba occupe une place importante dans l'histoire du christianisme au Dál Riata. La vie d'Adomnán, bien qu'utile comme source, n'était pas destinée à servir d'histoire, mais plutôt l'hagiographie. Parce que l'écriture des vies des saints à l'époque d'Adomnán n'avait pas atteint les formules stylisées du haut Moyen Âge, la Vita contient beaucoup d'informations historiquement valables.
C'est aussi une source linguistique capitale indiquant la distribution entre les noms de lieux Gaéliques et P-Celtique dans le nord de l'Écosse à la fin du VIIe siècle. Il est de notoriété que Columba a eu recours à un traducteur pour s'entretenir avec un habitant de Skye. Cette preuve de l'existence d'un langage non gaélique est confirmée par une floraison de noms de lieux P-Celtique sur le continent éloigné en face de l'île.
Columba en fondant l'abbaye d'Iona dans les limites du Dál Riata, assurait au royaume aurait une grande importance
dans le développement du christianisme dans le nord de la Bretagne non seulement chez les pictes mais aussi en Northumbrie, par intermédiaire de Lindisfarne, jusqu'en Mercie, et au-delà. Bien que le monastère de Iona soit dirigé par des abbés du Cenél Conaill des Uí Néill du nord et pas du Dál Riata, il a été très lié avec le Cenél nGabráin, des liens, notées dans les annales plus ou moins impartiales d'ailleurs.
Si Iona est le plus grand centre religieux du Dál Riata, il est loin d'y être unique. Lismore, dans le territoire du Cenél Loairn, est suffisamment important pour que les décès de ses abbés soit relevés fréquemment par les annales. Applecross, probablement fondé dans le territoire des Pictes, pendant une certaine période, et Kingarth sur Bute sont connus comme des implantations monastiques, auxquelles s'ajoutent beaucoup de petits sites, comme sur Eigg et Tiree, connus eux aussi des annalistes. En Irlande, Armoy est le principal centre ecclésiastique dès premiers temps, associé avec saint Patrick et saint Olcán, est réputé en avoir été le premier évêque. Cet important centre religieux d'Armoy décline ensuite, à l'ombre des monastères de Movilla (Newtownards) et de Bangor dans le comté de Down.
En plus de leur importance spirituelle primordiale, la signification politique des centres religieux ne peut être écartée. Le prestige d'être associé au saint fondateur n'était pas négligeable. Les monastères représentaient une source de richesse aussi bien que de prestige. En outre, l'apprentissage et l'alphabétisation fournis dans les monastères ont servi d'outils utiles pour les souverains ambitieux.
Le manuscrit enluminé du Livre de Kells a probablement été au moins commencé à Iona, bien que ce ne soit pas par Columba, comme le veut la légende, puisqu'il date d'environ 800. Il a peut-être été commandé pour marquer le bicentenaire de la mort de du saint en 597. Qu'il soit d'Iona ou non il est très certainement important dans la formation de l'art insulaire qui combine des influences de l' art anglo-saxon, l'art celtique avec des éléments Pictes dans un art insulaire, dont le Livre de Kells est l’aboutissement.
Pour les autres arts, on conserve un certain nombre de sculptures qui donne un aspect des travaux des artistes du Dál Riatan. La croix de Saint-Martin à Iona est la haute croix la mieux préservée probablement inspirée par les croix érigées des Northumbriens, comme la croix de Ruthwell, bien que des croix semblables existent en Irlande dans le monastère de Clonmacnoise dans le Comté de Tipperary). La croix de Kildalton sur Islay est similaire. Une dalle sculptée à Ardchattan semble montrer de fortes influences pictes, tandis qu'il a été soutenu, que la croix de Dupplin démontre que les influences étrangères se sont également manifestées. opposée.
En plus des sites monastiques, un nombre considérable d'églises est attesté, non seulement comme trace archéologique, mais aussi comme indication pour les noms de lieux. L'élément kil, du gaélique cill, est associé dans de nombreux cas avec les églises comme à Kilmartin près de Dunadd.

## Histoire

### Origines

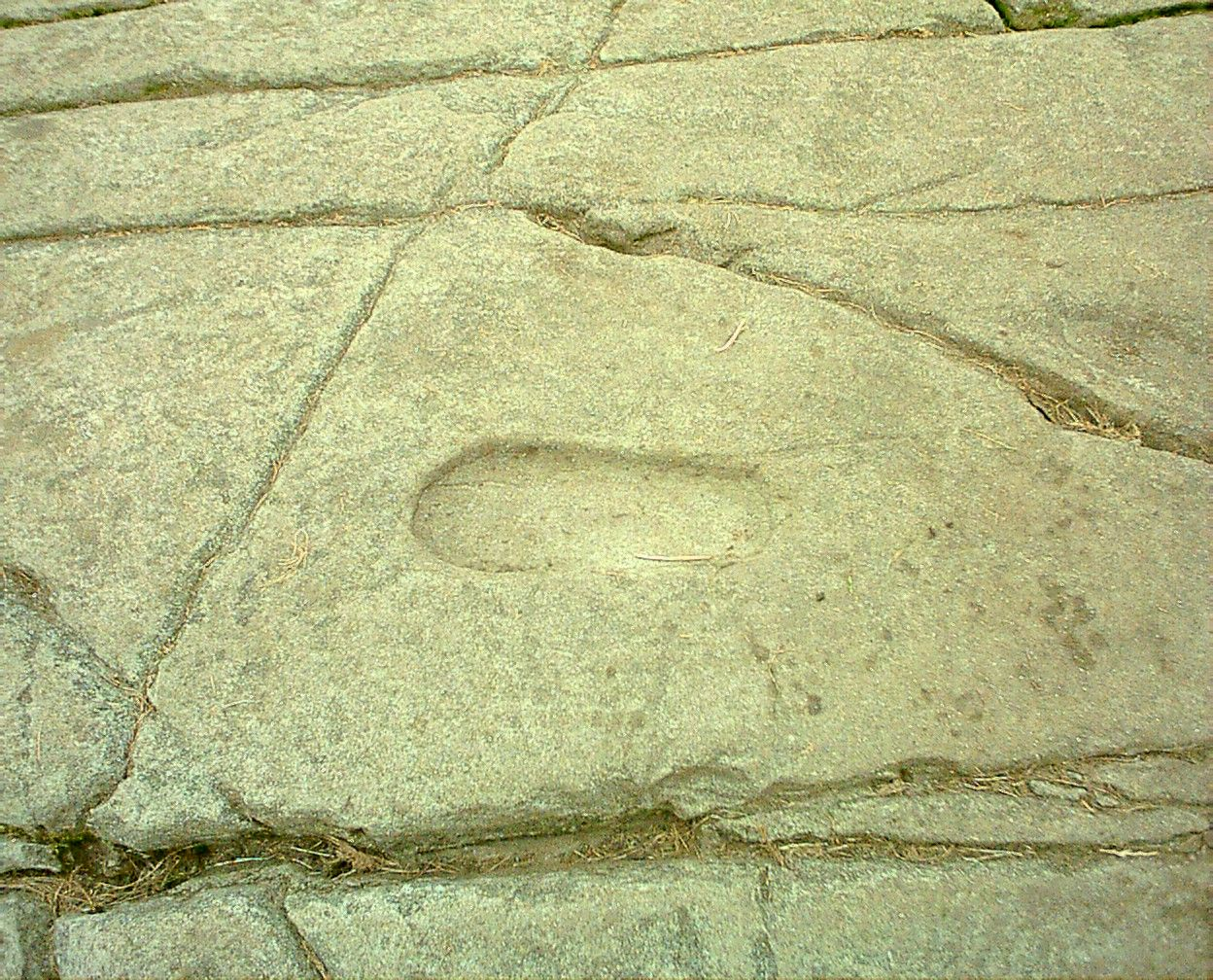
Empreinte de pied (réplique) utilisée lors des cérémonies d'intronisation des rois à Dunadd.

Le Duan Albanach (Chant des Scots) dit que trois fils de Erc : Fergus Mór, Loarn et Óengus—conquièrent Alba (l'Écosse) vers 500 ap. J.-C. Bède le Vénérable présente une différente et probablement plus ancienne version dans laquelle le Dál Riata est conquis par les Gaëls irlandais menés par un Reuda. Le vieux gaélique Dál signification « portion » ou « part », étant habituellement suivi par le nom du fondateur éponyme. Le récit de Bède à la même source que la tradition irlandaise, relative à Caibre Riata et ses frères, le Síl Conairi (fils/descendants de Conaire Mór / Conaire Cóem). L'histoire du Dál Riata passe du mythe fondateur à quelque chose de proche de l'histoire avec les mentions de la mort de Comgall mac Domangairt vers 540 et de son frère Gabrán vers 560.
La version de l'histoire du Duan Albanach a été longtemps acceptée bien qu'elle soit précédée du récit totalement fictif de la conquête de la Bretagne par Albanus et Brutus. La présence du gaélique en Écosse a été considéré comme le résultat d'une migration à grande échelle d'Irlande, ou une prise de contrôle par une élite de locuteurs irlandais gaéliques. Toutefois cette théorie n'est plus universellement acceptée. Dans un contre rendu académique Qui sont les Scots irlandais?, l'archéologue Dr Ewan Campbell affirme qu'il n'y a pas de traces archéologiques ou de noms de lieu mettant en évidence une migration ou une prise de contrôle.
Cette absence de preuves archéologiques avait antérieurement déjà été notée par le Professeur Leslie Alcock. Les preuves archéologiques montrent à l’évidence que l'Argyll est différent de l'Irlande, avant et après la supposée migration, mais qu'il forme une partie de la « province de la mer d'Irlande » avec l'Irlande, étant facilement distinguable du reste de l'Écosse. Campbell suggère que Argyll et Antrim forment une « province maritime », unis par la mer et isolés du reste de l'Écosse par la région montagneuse nommée le Druim Alban. Ce qui implique que le partage linguistique se soit maintenu à travers les siècles ; l'Argyll demeure habité par des locuteurs Gaéliques pendant que le reste de l'Écosse est occupés par des locuteurs de langues picte/brittonique. Campbell avance que le récit médiéval d'invasion est un élément de propagande dynastique, construit pour soutenir les prétentions d'une dynastie au trône et les revendications du Dál Riata le territoire d'Antrim. Cette interprétation des récits médiévaux est partagée par d'autres historiens.
Quelle que soit la manière dont il a pu être fondé, le Dál Riata a émergé pendant une période de grande instabilité en Ulster, à la suite de la perte de territoires du royaume des Ulaid (dont l'ancien centre royal d'Emain Macha) au profit du royaume d'Airgíalla et des Uí Néill. Si les deux parties du Dál Riata étaient depuis longtemps unies, ou s'il y a eu conquête au IVe siècle ou au Ve siècle, soit de l'Argyll vers l'Antrim ou vice-versa, en conformité avec le mythe, nous l'ignorons. La Prospérité de Dalriada, pp. 47-50, note qu'une conquête du Dál Riata irlandais venue d'Écosse, dans la période qui a suivi la chute d'Emain Macha, est une hypothèse factuellement correcte aussi valable qu'une autre.
Les preuves linguistiques et généalogiques associent les ancêtres du Dál Riata avec les peuples préhistoriques Iverni et Darini (en), suggérant une parenté avec le royaume des Ulaid ainsi que nombre d'autres royaumes indéterminés du plus éloigné Munster. Les Robogdii ont aussi été suggérés comme ancêtres possibles. Finalement le Dál Riata, selon les plus anciennes généalogies, seraient issus de Deda mac Sin (en), un roi ou une divinité préhistorique des Érainn, un peuple linguistiquement proche des Iverni.

### De Druimm Cete à Mag Rath

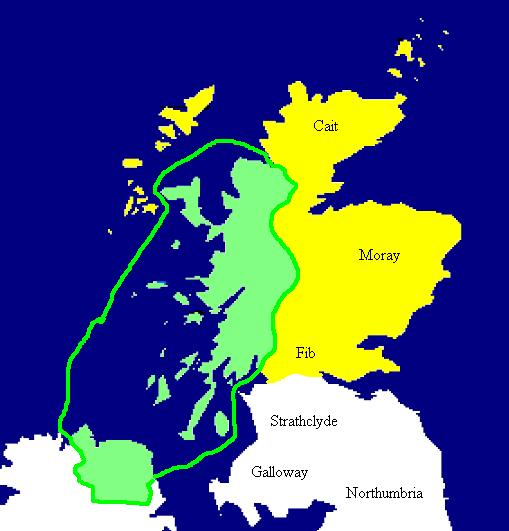
Carte du Dál Riata à son apogée, vers 580–600. les domaines des Pictes sont marqués en jaune.

Vers le milieu du VIe siècle, le Dál Riata en Écosse doit faire face à la sérieuse menace que représente Brude Ier, roi des Pictes, alors que la partie irlandaise doit affronter le Dál nAraidi d'Ulaid, ce qui le contraint à rechercher l'aide des Uí Néill du nord irlandais,.
Dál Riata atteint sa plus grande expansion sous le règne de Áedán mac Gabráin, qui est réputé avoir été consacré par Colomba d'Iona, à qui un prédécesseur d'Áedán avait concédé l' île d'Iona au large de la côte d'Écosse. Columba, qui est également un prince du Cenél Conaill, négocie une alliance entre le Dál Riata et le Cenél Conaill, qui est une dynastie régnante des Uí Néill du nord, en 575 lors de la Convention de Druimm Cete près de Limavady, où sont présents Columba, Áedán mac Gabráin, et Áed mac Ainmerech, roi des Uí Néill du nord et Ard ri Erenn.
Ce qui a été effectivement discuté à Druimm Cete lors d'un débat avec diverses suggestions c'est la question de définir le statut constitutionnel des deux parties de Dál Riata ; pour déterminer le statut du Dál Riata irlandais avec son propre roi ; alors que le Dál Riata devait devenir indépendant du Haut Roi d'Irlande; Notamment le fait que la partie irlandaise devait payer le tribut à l'Ard ri Erenn et le soutenir sur terre avec ses forces, alors que la partie écossaise pouvait être indépendante mais soutenir le Haut-roi avec sa flotte si ce dernier le demandait ; le retrait de Dál Riata du royaume d'Ulaid, lui permettait de se concentrer sur l'extension de son domaine écossais. Ce qui est certain c'est que les deux parties du royaume avaient un ennemi commun le Dál nAraidi.
Ce pacte entre le Dál Riata et le Cenél Conaill ouvre une période de succès au royaume, d'abord la défaite de Báetán mac Cairill, roi de Dál nAraidi, ce qui permet à Áedán d'effectuer des campagnes contre ses voisins, aussi loin que les Orcades et la région Maeatae (en), de la River Forth. Áedán apparaît avoir rencontré le succès en étendant son pouvoir, jusqu'à se retrouver face à face avec la Bernicie dont il rencontre le roi Æthelfrith à la Degsastan c. 603. Le frère d' Æthelfrith est parmi les morts mais, Áedán est défait et les rois de Bernicie continuent leur pénétration dans le Sud de l'Écosse. Áedán meurt vers 608 âgé d'environ 70 ans. Le Dál Riata réussit encore à s'étendre sur Skye, peut-être conquise par le fils d'Áedán, Gartnait.
Il a été avancé que Fiachnae mac Báetáin (mort en 626), roi régional d'Ulaid du Dál nAraidi était le suzerain des deux parties du Dál Riata. Fiachnae fait campagne contre les Northumbriens, et assiège Bamburgh, et les Dál Riatans ont sans doute combattu lors de cette campagne.
En 629 le Dál Riata subit des pertes significatives lors de la bataille de Fid Euin où l'armée de Dál nAraidi, conduite par le roi Congal Cáech mac Scandláin, tue le roi Connad Cerr de Dál Riata ainsi que trois petits-fils d'Áedán mac Gabráin. It is suggested to have been an achievement that Dál Riata itself survived this battle. La même année le Cenél Conaill défait Congal Cáech lors de la bataille de Dún Ceithirn.
Dál Riata reste l'allié des Uí Néill du nord jusqu'au règne de Domnall Brecc, qui est persuadé par le roi de Dál nAraidi, Congal Cáech, de rompre son engagement. Lorsqu'il tente de s'attribuer le titre de Ard ri Erenn d'Irlande, Congal fait alliance avec le Dál Riata et le Strathclyde, le résultat de ce retournement d’alliance est la désastreuse bataille de Magh Rath en 637, où Congal est tué par le Haut-roi Domnall mac Áedo des Uí Néill du nord et pour le Dál Riata irlandais la perte de ses provinces écossaises. Un combat malheureux a également eu lieu sur mer à Sailtír, au large du Kintyre, en 637. Ces défaites sont attribuées à une punition divine de Domnall Brecc pour avoir renoncé son alliance antérieure. La politique de Domnall Brecc disparaît avec lui en 642 lorsqu'il subit une dernière et définitive défaite en trouvant la mort contre Eugein map Beli de Strathclyde à Strathcarron, jusqu'à la décennie 730, les armées et la flotte du Dál Riata combat aux côtés des Uí Néill.
Cette défaite brise la puissance de Dál Riata comme celle de Dál nAraidi, permettant au Nord Uí Néill de devenir la force dominante dans le nord de l'Irlande. Au Xe siècle, les domaines irlandais de Dál Riata étaient sous le contrôle des Uí Tuirtri et de leurs clients, les Fir Lí.

### De Mag Rath à la conquête picte
Il a été avancé que plusieurs des obscurs roi de Dál Riata mentionnés dans les Annales d'Ulster, tels Fiannamail ua Dúnchada et Donncoirce, auraient été des rois du Dál Riata irlandais.
Le contre-coup de la Bataille de Moira pour le royaume écossais de Dál Riata est qu'il devient le tributaire des rois de Northumbrie, jusqu'à la défaite face au roi des Pictes Bruide mac Bili d'Ecgfrith de Northumbrie à Dun Nechtain en 685. Il n'est toutefois pas certain que cette sujétion cesse en 685, bien il soit habituellement assuré que c'est le cas. Cependant il semble que Eadberht Eating entreprend de stopper l’expansion de Pictes sous Óengus mac Fergusa qui avait écrasé le Dál Riata en 740. Ce qui pourrait signifier que la relation de tributaire n'avait pas cesser après 685, ou bien qu'Eadberht cherchait seulement à prévenir la montée en puissance du pouvoir picte.
Il a été ensuite avancé que le Dál Riata avait absorbé le royaume picte pour créer le royaume d'Alba, l'histoire postérieure du Dál Riata tend à être interprétée comme un prélude à ce futur triomphe. Les annales soulignent clairement que le Cenél Gabraín perd son antique monopole à exercer la souveraineté à la fin du VIIe siècle et au VIIIe siècle lorsque les rois du Cenél Loairn comme Ferchar Fota, son fils Selbach, et ses petits-fils Dúngal et Muiredach exercent sans conteste la royauté sur le Dál Riata. Cette longue période d'instabilité pour le Dál Riata se termine seulement avec la conquête du royaume par Óengus mac Fergusa, le roi des Pictes, au cours de la décennie 730. Après une 3e campagne d'Óengus en 741, Dál Riata disparaît des entrées des annales irlandaises pour une génération.

### Le dernier siècle
Áed Find apparaît en 768, combattant contre le roi picte de Fortriú. Lors de sa mort en 778 Áed Find est nommé « roi de Dál Riata », comme son frère Fergus mac Echdach en 781. Les Annales d'Ulster notent qu'un certain Donncoirche, « Roi de Dál Riata » meurt en 792, puis les mentions cessent.
De nombreuses théories ont été avancées pour reconstituer les générations manquantes, aucune n'est fondée sur des preuves solides. De nombreux rois sont nommés dans le Duan Albanach, et dans les généalogies royales, mais celles-ci sont moins fiables que nous ne le souhaiterions. La conclusion évidente est que qui que ce soit qui gouvernait les petits royaumes de Dál Riata après sa défaite et sa conquête dans les années 730, seuls Áed Find et son frère Fergus attirèrent une moindre attention des chroniqueurs d'Iona et d'Irlande. Cela conforte fortement la conclusion d'Alex Woolf qu'Óengus mac Fergusa « avait effectivement détruit le royaume ».
Il est peu probable que Dál Riata ait été gouverné directement par les rois Pictes, mais il a été avancé que Domnall, fils de Caustantín mac Fergusa, a été roi de Dál Riata de 811 à 835. Il est apparemment suivi par le dernier roi de Dál Riata Áed mac Boanta, qui est tué lors d'une grande défaite des pictes face aux Vikings.
Au IXe siècle, les Pictes sont gaélisés, et cela laisse penser qu'une fusion est intervenue entre les royaumes Dál Riatan et Picte. Traditionnellement elle est attribuée à Kenneth Ier (Cináed mac Ailpín, Kenneth MacAlpin), qui devient roi des Pictes vers 843. Des sources indiquent que Cináed a été roi de Dál Riata deux ans avant cela. Sous la maison d'Alpin, Dál Riata et royaume Picte fusionne pour former le royaume d'Alba ou d'Écosse.

### Du Dál Riata aux Innse Gall
Si les Vikings ont un grand impact sur le domaine des Pictes et en Irlande, au Dál Riata, comme en Northumbrie, ils semblent avoir entièrement intégré les royaumes existants dans de nouvelles entités. Dans le cas du Dál Riata, il s'agit du bien connu royaume des Hébrides, traditionnellement fondé par Ketill au Nez plat (Caitill Find en Gaélique) au milieu de IXe siècle. Les Annales de Saint-Bertin relèvent la conquête des Hébrides intérieures, la partie maritime du Dál Riata, par les Vikings en 847.
Alex Woolf avance que c'est à l'origine de la partition formelle du Dál Riata entre les Gall Gàidheal Uí Ímair et les pouvoirs indigènes, comme cette division s'est instituée ailleurs en Irlande et en Grand-Bretagne, avec le contrôle par les nordiques de la plupart des côtes écossaises et des îles du sud. Woolf suggère que c'est à l'origine de l'apparition des termes Airer Gaedel et Innse Gall, qui signifient respectivement « la côte des Gaëls » et les « îles des étrangers ».

### Sous la maison d'Alpin
Woolf a ensuite démontré qu'à l'époque de Malcolm II, le cenela dominant du Dál Riata s’était déplacé du sud-ouest la région au nord des Firths vers le nord, l'est, et le nord-est, quand le Cenel Loairn s'établit au-delà du Great Glen et occupe le Moray, l'ancien et peut-être encore Fortriú, une lignée du Cenel nGabhrain occupe également la région connue
comme le Gowrie (en), et une autre le district de Fife, le Cenel nOengusa donne son nom dans le Circinn à l'Angus, le Cenel Comgaill occupe le Strathearn, et un autre clan moins connu, le Cenel Conaing, se transfère probablement vers le Mar.

## Sources
- Adomnán, Life of St Columba, tr. & éd. Richard Sharpe. Penguin, Londres, 1995  (ISBN 0-14-044462-9)
- Anderson, Alan Orr, Early Sources of Scottish History A.D. 500–1286, volume 1. Reprinted with corrections. Paul Watkins, Stamford, 1990.  (ISBN 1-871615-03-8)
- John Bannerman, Studies in the History of Dalriada. Scottish Academic Press, Édimbourg, 1974  (ISBN 0-7011-2040-1)
- Bannerman, John, "The Scottish Takeover of Pictland" in Dauvit Broun & Thomas Owen Clancy (éd.) Spes Scotorum: Hope of Scots. Saint Columba, Iona and Scotland. T & T Clark, Édimbourg, 1999.  (ISBN 0-567-08682-8)
- Jonathan Bardon, A History of Ulster, The Black Staff Press, 2005 (ISBN 0-85640-764-X)
- Cormac McSparron, Brian Williams et Cormac Bourke, The excavation of an Early Christian rath with later medieval occupation at Drumadoon, Co. Antrim, Royal Irish Academy, 2009
- Dauvit Broun, "Aedán mac Gabráin" in Michael Lynch (ed.), The Oxford Companion to Scottish History. Oxford UP, Oxford, 2001.  (ISBN 0-19-211696-7)
- Broun, Dauvit, "Dál Riata" in Lynch (2001).
- Broun, Dauvit, "Pictish Kings 761–839: Integration with Dál Riata or Separate Development" in Sally M. Foster (ed.), The St Andrews Sarcophagus: A Pictish masterpiece and its international connections. Four Courts, Dublin, 1998  (ISBN 1-85182-414-6)
- Francis John Byrne, Irish Kings and High-Kings. Batsford, Londres, 1973.  (ISBN 0-7134-5882-8)
- Campbell, Ewan, Saints and Sea-kings: The First Kingdom of the Scots. Canongate, Édimbourg, 1999  (ISBN 0-8624-1874-7)
- Charles-Edwards, T.M., Early Christian Ireland. Cambridge UP, Cambridge, 2000.  (ISBN 0-521-36395-0)
- Thomas Owen Clancy, "Columba, Adomnán and the Cult of Saints in Scotland" in Broun & Clancy (1999).
- Thomas Owen Clancy, "Church institutions: early medieval" in Lynch (2001).
- Thomas Owen Clancy, "Iona in the kingdom of the Picts: a note" in The Innes Review, volume 55, number 1, 2004, pp. 73–76. ISSN 0020-157X
- Thomas Owen Clancy, "Ireland: to 1100" in Lynch (2001).
- Cowan, E.J., "Economy: to 1100" in Lynch (2001).
- Katherine Forsyth, "Languages of Scotland, pre-1100" in Lynch (2001).
- Forsyth, Katherine, "Origins: Scotland to 1100" in Jenny Wormald (ed.), Scotland: A History, Oxford UP, Oxford, 2005.  (ISBN 0-19-820615-1)
- Foster, Sally M., Picts, Gaels, and Scots: Early Historic Scotland. Batsford, Londres, 2004  (ISBN 0-7134-8874-3)
- James E. Fraser, St Columba and the convention at Druimm Cete : peace and politics at seventh-century Iona, Edinburgh University Press, 2007
- James E. Fraser From Caledonia to Pictland Scotland to 795 The New Edinburgh History of Scotland.Edinburgh University Press, Édimbourg (2009)  (ISBN 978-0-7486-1232-1)
- Laing, Lloyd & Jenny Lloyd, The Picts and the Scots. Sutton, Stroud, 2001  (ISBN 0-7509-2873-5)
- J. D. Mackie, A History of Scotland. Londres, Penguin, 1991  (ISBN 0-14-013649-5)
- McDonald, R. Andrew, The Kingdom of the Isles: Scotland's Western Seaboard, c. 1100–c. 1336. Tuckwell, East Linton, 2002.  (ISBN 1-898410-85-2)
- Markus, Fr. Gilbert, O.P., "Iona: monks, pastors and missionaries" in Broun & Clancy (1999).
- Markus, Fr. Gilbert, O.P., "Religious life: early medieval" in Lynch (2001).
- Markus, Fr. Gilbert, O.P., "Conversion to Christianity" in Lynch (2001).
- Mac Néill, Eoin, Celtic Ireland. Dublin, 1921. Reprinted Academy Press, Dublin, 1981  (ISBN 0-906187-42-7)
- Nicolaisen, W.F.H., Scottish Place-names. B.T. Batsford, London, 1976. Reprinted, Birlinn, Édimbourg, 2001  (ISBN 0-85976-556-3)
- Ó Corráin, Donnchadh, "Vikings in Ireland and Scotland in the ninth century" in Peritia 12 (1998), pp. 296–339. Etext (pdf)
- Ó Cróinín, Dáibhí, Early Medieval Ireland: 400–1200. Longman, Londres, 1995.  (ISBN 0-582-01565-0)
- Richard Oram, "Rural society: medieval" in Lynch (2001).
- Owen, Olwyn, The Sea Road: A Viking Voyage through Scotland. Canongate, Édimbourg, 1999  (ISBN 0-86241-873-9)
- Rodger, N.A.M., The Safeguard of the Sea. A Naval History of Great Britain, volume one 660–1649. Harper Collins, Londres, 1997.  (ISBN 0-00-638840-X)
- Ross, David, Scottish Place-names. Birlinn, Édimbourg, 2001  (ISBN 1-84158-173-9)
- Sellar, W.D.H., "Gaelic laws and institutions" in Lynch (2001).
- Sharpe, Richard, "The thriving of Dalriada" in Simon Taylor (ed.), Kings, clerics and chronicles in Scotland 500–1297. Fourt Courts, Dublin, 2000.  (ISBN 1-85182-516-9)
- Alfred P. Smyth., Warlords and Holy Men: Scotland AD 80–1000. Edinburgh UP, Édimbourg, 1984  (ISBN 0-7486-0100-7)
- Taylor, Simon, "Seventh-century Iona abbots in Scottish place-names" in Broun & Clancy (1999).
- Taylor, Simon, "Place names" in Lynch (2001).
- Alex Woolf, "Age of Sea-Kings: 900–1300", in Donald Omand (ed.), The Argyll Book. Birlinn, Édimbourg, 2004  (ISBN 1-84158-253-0)
- Alex Woolf, "Nobility: early medieval" in Lynch (2001).
- Alex Woolf, From Pictland to Alba, 789–1070, The New Edinburgh History of Scotland, Édimbourg, Edinburgh University Press, 2007  (ISBN 978-0-7486-1234-5)